# Benjamin Millepied
Benjamin Millepied (Burdeos, Nueva Aquitania, Francia; 10 de junio de 1977) es un coreógrafo y exbailarín francés.

## Biografía
Empezó en el mundo de la danza con 8 años con su madre ya que posee una escuela de baile en Francia. Entre los 13 y 16 años estudió en el Conservatorio Nacional de Lyon, Auvernia-Ródano-Alpes, Francia.
A los 18 años se mudó a Nueva York y desde entonces fue reconocido por su talento.
Benjamin conoció a Natalie Portman durante la filmación de la película Black Swan del director Darren Aronofsky, en la que participó como coreógrafo. En diciembre de 2010, la revista People anunció que la pareja se había comprometido y que están esperando su primer hijo. El bebé nació el 14 de junio de 2011 y tiene por nombre Aleph Portman Millepied, nombre de origen judío. Su segunda hija llamada Amalia Portman Millepied nació el 22 de febrero de 2017.
En 2023 y tras once años de matrimonio, la pareja anunció su divorcio.

## Filmografía
- Black Swan, 2010 en el papel de David.
- Time Doesn't Stand Still, 2011, (posproducción), en el papel de Lui.

- Datos: Q583186
- Multimedia: Benjamin Millepied / Q583186